# Evacanthus ustanucha
Evacanthus ustanucha är en insektsart som beskrevs av Hamilton 1983. Evacanthus ustanucha ingår i släktet Evacanthus och familjen dvärgstritar. Inga underarter finns listade i Catalogue of Life.